# Allotiso
Allotiso Tanasevič, 1990 è un genere di ragni appartenente alla famiglia Linyphiidae.

## Distribuzione
L'unica specie oggi nota di questo genere è stata reperita in Georgia e in Turchia.

## Tassonomia
A maggio 2011, si compone di una specie:
- Allotiso lancearius (Tanasevič, 1987)[3] — Georgia, Turchia